# چونگ جونگ-یونگ
چونگ جونگ-یونگ (انگلیسی: Chung Jung-yong؛ زادهٔ ۱ آوریل ۱۹۶۹) بازیکن سابق و مربی فوتبال است.
از افتخارات وی میتوان به کسب نائب قهرمانی به‌عنوان سرمربی با تیم ملی فوتبال زیر ۲۰ سال کره جنوبی در جام جهانی فوتبال زیر ۲۰ سال ۲۰۱۹ اشاره کرد، چونگ پس از این مسابقات جایزه مربی سال ای‌اف‌سی را کسب کرد.